# Márcio Gaudie
 Márcio Tschaffon Gaudie Ley (Niterói, 11 de janeiro de 1991) é jogador de voleibol de praia do Brasil medalha de prata no Campeonato Mundial de Voleibol de Praia  pela categoria sub-23.

## Biografia
Antes de se dedicar ao voleibol,  Márcio praticava  com maior assiduidade o futebol e muay-thai. Quando despertou para o vôlei de praia foi aos 17 anos, com sua envergadura de 1,93m  destacou-se no circuito regional e logo no cenário nacional, cujo treinador  era o Daniel Leitão.
No ano de 2009 conquistou o título do Campeonato Brasileiro Sub-19 e passou a treinar com a medalhista olímpica Mônica Rodrigues e também com a Letícia Pessoa durante um ano. E já formou dupla com o medalhista olímpica Márcio
Em  2013 com uma parceria apenas para disputar o Campeonato Mundial de Vôlei de Praia Sub-23, jogou ao lado de Vitor Felipe e juntos conquistaram a medalha de prata.Disputou com o Marcus Carvalhaes o Circuito Banco do Brasil Sub-23, em Campo Grandee seu parceiro titular é o Edson Filipe

## Títulos
- 2013- Vice-campeão da Etapa Challenger Campo Grande, MS
- 2012-13- Vice-campeão da Etapa de  Cuiabá, MT do Circuito Banco do Brasil
- 2012-13- Vice-campeão da Etapa de Maceió, AL do Circuito Banco do Brasil
- 2012- Campeão da Etapa de João Pessoa, PB do Circuito Sub-23 Banco do Brasil
- 2012-  Vice-campeão da Etapa de  Aracaju, SE do Circuito Sub-23 Banco do Brasil
- 2011- Campeão da Etapa do Pará do Circuito Estadual Banco do Brasil
- 2011- Campeão da Etapa do Sergipe do Circuito Estadual Banco do Brasil
- 2011- Campeão da Etapa do Maranhão do Circuito Estadual Banco do Brasil
- 2011- Vice-campeão da Etapa do Alagoas do Circuito Estadual Banco do Brasil
- 2011- Vice-campeão da Etapa do Goiás do Circuito Estadual Banco do Brasil
- 2011- Vice-campeão da Etapa do Mato Grosso do Circuito Estadual Banco do Brasil
- 2011- Vice-campeão da Etapa do Piauí do Circuito Estadual Banco do Brasil
- 2011- Vice-campeão da Etapa do Rio Grande do Sul do Circuito Estadual Banco do Brasil
- 2011- 3º lugar na Etapa do Tocantins do Circuito Estadual Banco do Brasil
- 2010- 3º lugar na Etapa do Rio de Janeiro do Circuito Estadual Banco do Brasil